# Night Stand
Night Stand est une série télévisée de comédie américaine en 96 épisodes de 60 minutes, diffusée entre le 16 septembre 1995 et 1997 en syndication et sur Entertainment Television.

## Fiche technique
Sauf indication contraire, les informations mentionnées dans cette section peuvent être confirmées par la base de données cinématographiques IMDb,  présente dans la section « Liens externes ».
- Titre original : Night Stand
- Réalisation : Dennis Rosenblatt, Jim Drake et Joseph Carolei
- Scénario : Paul Abeyta, Peter Kaikko, Timothy Stack, David Morgasen, James R. Stein, Larry Strawther, Judy Toll et Mary Scheer
- Photographie : Jim Carne
- Musique : Fred Lapides
- Casting : Carol Elizabeth Barlow et Dawn Steinberg
- Montage : Doug Wolfe, Sean Albertson, Deanne Sakaguchi et Robert Douglas
- Décors : David L. Murdico et Joe Cashman
- Costumes :
- Production : Nowell Grossman
  - Producteur délégué : Larry Strawther, Paul Abeyta, Peter Kaikko, Timothy Stack, David Morgasen et James R. Stein
  - Producteur exécutif : Jeannine Sullivan
  - Producteur associé : Coralyn Wahlberg
- Sociétés de production : RC Entertainment et Big Ticket Television
- Société de distribution : Worldvision Enterprises
- Chaîne d'origine : Syndication puis Entertainment Television
- Pays d'origine :  États-Unis
- Langue originale : anglais
- Genre : Comédie
- Durée : 60 minutes

## Distribution

### Acteurs principaux et secondaires
- Timothy Stack : Dick Dietrick
- Robert Alan Beuth
- Lynne Marie Stewart
- Peter Siragusa : Miller
- Christopher Darga : Bob
- Tim Silva : Dr Lonnie Lanier
- Steve Valentine : Andy

### Invités
- John Paragon
- Jennifer Lyons
- Andrew Prine
- Jerry Springer : lui-même
- Tim Bagley
- Vic Wilson
- Dot Jones : Marta Furman
- Tane McClure : Coquette LeBaron
- Hal Sparks : père Chip
- Rochelle Swanson : Erline
- Barbara Moore : Brittany
- Kevin Light : Jim
- Ron Harper : Bob
- Richard Speight Jr. : Lyle Johnson
- Charlene Tilton : Charlene
- Christopher Wiehl : Tad
- Susan Silo : la mère
- Dan Bucatinsky : Sam
- Jodie Fisher : Teri
- Lana Clarkson : Jamie
- Peter Noone : Peter
- Danny Strong : Tommy
- Phil Hartman : Gunther
- Sean Kanan : Sean
- Jennifer Ann Massey : Chrissy
- Dennis Miller : lui-même
- Jay Arlen Jones : Jimmy
- Patrick Williams : Billy Ray Jim
- Jack Ong : Hiroshima Nagasaki
- Cindy Williams : elle-même
- Rosie O'Donnell : elle-même
- Anthony Anderson : Mickey Williams
- Dee Bradley Baker : Grand
- Eve Brent : Rose
- Frank Campanella : Jimmy
- Christine Cavanaugh : Kathy
- Shashawnee Hall : Vance
- Florence Henderson : elle-même
- Carlos Lamarca : Mario
- Tembi Locke : Fran
- Harry Anderson (en) : lui-même
- Judie Aronson : Maggie
- Estelle Harris : la vraie mère
- Edie McClurg : Mabel
- Tom Towles : Mad Cow
- Morgan Fairchild : Clarice

## Épisodes

### Saison 1
1. Cults
2. Confessions
3. Crime Show
4. Dating
5. It's My Body and I'll Cry If I Want To
6. Supernatural Sex
7. So You Think You're a Lesbian
8. Transvestite Wedding Show
9. Arctic Heat
10. Foxy News Babes
11. Hatred's Not a Four-Letter Word
12. Hooked on Hookers
13. Mama's Boys
14. I'm Sorry
15. One-Night-Stand Reunions
16. The Fame Show
17. Death in a Trailer Park
18. Frivolous Lawsuits
19. My Kid's a Race Traitor
20. Myth America
21. Mistrial of the Century
22. Post Office Show
23. Illegal Alien Star Search
24. Soiled Cloth
25. Atheletes as Role Models
26. Strippers Are Ruining My Marriage
27. The Self-Improvement Show
28. Are Talk Shows Out of Control?
29. Hate Thy Neighbor
30. Sex in Washington, D.C.
31. The Unwed Mothers Show
32. Staff Talent Show
33. Dream a Little Dream
34. Love on the Internet
35. Salute to Getting Off Easy
36. Is MVT Good for America?
37. The Making of a President
38. UFO Mother Show
39. The Secret Crush Show
40. Affirmative Action Show
41. Blowup in a Brothel
42. Infomercial Addicts
43. Greek Dreams
44. The Expert Show
45. Dick's High School Reunion
46. Mail Order Brides
47. Gold-Diggers of 1996
48. American Probe
49. Sexaholics
50. Is Bigger Better?
51. Follow-Up Show
52. Clip Show

### Saison 2
1. Uniting Loved Ones
2. Who's Killing at the Tickle Bin
3. The Lottery Show
4. Urban Renewal
5. Fashion Victims
6. American Addiction
7. Sex in Hollywood
8. The Baywatch Show
9. Prison Babes
10. Gays in the Military
11. I'm Divorcing My Parents
12. Militia Babes
13. Sex Education
14. Getting Even
15. Secret Lives
16. Trailer Park Reunion
17. The Swallow Reunion
18. Dick Goes Homes
19. Dick Saves Vegas
20. The Paranormal Show
21. Night Stand Lite
22. Moral Decay
23. Blonde Like Me
24. Really Real World
25. Royal Dick
26. Spiritual Healing
27. Obsession
28. My Four Wives
29. That's My Baby
30. Eurotrash
31. What I Did for Love
32. Rap Wars
33. Leave Your Job or I'm Leaving You
34. How to Make It Big
35. Mercy Killing
36. Night Stand Romances
37. Live from Death Row
38. Swingers
39. Take My Knife Please
40. Pushy Parents
41. Green Dick
42. The Citadel Show
43. The 96th Show
44. Stress